# Édouard de Max
Édouard de Max (właśc. Eduard-Alexandru Max Romalo; ur. 14 lutego 1869 w Jassach, zm. 28 października 1924 w Paryżu) – rumuńsko-francuski aktor teatralny i filmowy.
Mając 19 lat przyjechał do Paryża, gdzie rozpoczął naukę w Conservatoire national supérieur d’art dramatique pod kierunkiem Gustave Worksa, razem z nim studiowali Aurélien Lugné-Poë i Marguerite Moreno. Już na początku kariery scenicznej grał z Sarah Bernhardt i André Antoine, co sprawiło, że robił ogromne postępy w jakości swojej gry. Przez sobie współczesnych był uznawany za jednego z najlepszych aktorów tamtych czasów oraz za wybitnego tragika lirycznego. Ubierał się w ekstrawaganckie stroje oraz nie ukrywał swojego homoseksualizmu. W Prometeuszu Jeana Lorraina pojawiał się na scenie półnago. Krytycy podejrzewali, że miał romans z autorem, który później był rozczarowany zakończeniem ich współpracy artystycznej. Występował w skrajnie różnych rolach, grał klasykę, role popularne i awangardowe. Często stosował środki wyrazu, które mogły zepsuć mu reputację lub wywołać skandal. Gdy André Gide napisał sztukę Saul z wyraźnymi wątkami homoseksualnymi i został ostro skrytykowany przez dziennikarzy, wówczas Édouard de Max publicznie stanął w jego obronie. Występował w Théâtre Femina na Avenue des Champs-Élysées. W 1915 dołączył do zespołu Comédie-Française. Znany był z ekscentrycznego sposobu życia, potrafił wyrzucić z domu zamówione wcześniej drogie meble, bo zmieniła mu się wizja wnętrza, a siedzenia jego auta były obite futrem ze srebrnych lisów. Nie wiadomo w jakich okolicznościach poznał swojego ostatniego partnera, był to o trzydzieści jeden lat młodszy pisarz Pierre de Massot, pod koniec życia zaopiekował się starszym partnerem i był przy jego śmierci.

## Filmografia
- 1908 – Makbet reż. Stuart Blackson;
- 1909 – Tosca reż. André Calmettes i Charles Le Bargy z udziałem Sarah Bernhardt, Cécile Sorel, Charles Mosnier, René Alexandre;
- 1910 – Polyeucte reż. Camille de Morlhon;
- 1910 – Athalie reż. Albert Capellani i Michel Carré;
- 1912 – Trzej muskieterowie reż. André Calmettes;
- 1912 – Le Masque reż. Abel Gance;
- 1920 – L’Ami Fritz reż. René Hervil;
- 1921 – Trzej muszkieterowie reż. Henri Diamant-Berger;
- 1922 – Vingt ans après reż. Henri Diamant-Berger;
- 1922 – Les Mauvais Garçons reż. Henri Diamant-Berger;
- 1923 – Milady reż. Henri Diamant-Berger.